# Diocese de Córdova
A Diocese de Córdova (em latim: Dioecesis Cordubensis) é uma diocese da Igreja Católica da Espanha, sediada nas cidades de Córdova na província de Córdova, comunidade autónoma de Andaluzia. Faz parte da Arquidiocese de Sevilha. Foi fundada em 300 pelo Papa Marcelino e restaurada em 1236 pelo Papa Gregório IX. Em 2022 contava com uma população católica de 766 672 fiéis, sendo 98,6% da população total, e tinha 328 paróquias.

## História
Em 300 o Papa Marcelino funda a Diocese de Córdova. Em 400 a diocese torna-se sufragânea de Sevilha. Em 1000 a diocese é extinta, sendo recriada em 1236 pelo Papa Gregório IX. Em 1251 tornou-se novamente sufragânea de Sevilha. Em 1875 a Diocese de Córdova perde território para a formação da Prelazia Territorial de Ciudad Real. Em 1958 e diocese perde território para as dioceses de Badajoz e Málaga, em contrapartida ganha território da Arquidiocese de Sevilha.

## Prelados
A seguir uma lista de bispos da diocese desde sua restauração em 1236. Não se tem muito registro dos bispos anteriores a essa data.
|                   | Nome                                          | Período           | Notas                                  |
| Bispos de Córdova | Bispos de Córdova                             | Bispos de Córdova | Bispos de Córdova                      |
| ----------------- | --------------------------------------------- | ----------------- | -------------------------------------- |
| 81º               | Jesús Fernández González                      | 2025-             | Atual                                  |
| 80º               | Demetrio Fernández González                   | 2010 - 2025       | Bispo emérito                          |
| 79º               | Juan José Asenjo Pelegrina                    | 2003 - 2008       | Nomeado arcebispo coadjutor de Sevilha |
| 78º               | Francisco Javier Martínez Fernández           | 1996 - 2003       | Nomeado arcebispo de Granada           |
| 77º               | Jose Antonio Infantes Florido                 | 1978 - 1996       |                                        |
| 76º               | José Maria Cirarda Lachiondo                  | 1971 - 1978       | Nomeado arcebispo de Pamplona          |
| 75º               | Manuel Fernández-Conde                        | 1959 - 1970       | Faleceu no cargo                       |
| 74º               | Albino González y Menédez Reigada, O..P.      | 1946 - 1958       | Faleceu no cargo                       |
| 73º               | Adolfo Pérez y Muñoz                          | 1920 - 1945       | Faleceu no cargo                       |
| 72º               | Ramón Guillamet y Coma                        | 1913 - 1920       | Nomeado bispo de Barcelona             |
| 71º               | José Proceso Pozuelo y Herrero                | 1898 - 1913       | Faleceu no cargo                       |
| 70º               | Sebastián Herrero, C.O.                       | 1883 - 1898       | Nomeado arcebispo de Valência          |
| 69º               | Zeferino González y Díaz Tuñón, O.P.          | 1875 - 1883       | Nomeado arcebispo de Sevilha           |
| 68º               | Juan Alfonso Albuquerque Berión               | 1857 - 1874       | Faleceu no cargo                       |
| 67º               | Manuel Joaquín Tarancón y Morón               | 1847 - 1857       | Nomeado arcebispo de Sevilha           |
| 66º               | Juan José Bonel y Orbe                        | 1833 - 1847       | Nomeado arcebispo de Toledo            |
| 65º               | Pedro Antonio Trevilla                        | 1805 - 1832       | Faleceu no cargo                       |
| 64º               | Agustín Ayestarán y Landa                     | 1796 - 1804       | Faleceu no cargo                       |
| 63º               | Antonio Caballero y Góngora                   | 1788 - 1796       | Faleceu no cargo                       |
| 62º               | Baltasar Yusta y Navarro                      | 1777 - 1787       | Faleceu no cargo                       |
| 61º               | Francisco Garrido de la Vega                  | 1772 - 1776       | Faleceu no cargo                       |
| 60º               | Martín Barcia Carrascal                       | 1756 - 1771       | Faleceu no cargo                       |
| 59º               | Francisco de Solís Folch de Cardona           | 1752 - 1755       | Nomeado arcebispo de Sevilha           |
| 58º               | Miguel Vicente Cebrián y Agustín              | 1742 - 1752       | Faleceu no cargo                       |
| 57º               | Pedro Salazar Góngora                         | 1738 - 1742       | Faleceu no cargo                       |
| 56º               | Tomás Ratto Ottonelli                         | 1731 - 1738       | Faleceu no cargo                       |
| 55º               | Marcelino Siuri Navarro                       | 1717 - 1731       | Faleceu no cargo                       |
| 54º               | Francisco Solís Hervás, O.de M.               | 1714 - 1716       | Faleceu no cargo                       |
| 53º               | Juan Bonilla Vargas, O.SS.T.                  | 1707 - 1712       | Faleceu no cargo                       |
| 52º               | Pedro de Salazar Gutiérrez de Toledo, O.de M. | 1686 - 1706       | Faleceu no cargo                       |
| 51º               | Alfonso de Salizanes y Medina, O.F.M.         | 1675 - 1685       | Faleceu no cargo                       |
| 50º               | Francisco Diego Alarcón y Covarrubias         | 1657 - 1675       | Faleceu no cargo                       |
| 49º               | Antonio Valdés Herrera                        | 1653 - 1657       | Faleceu no cargo                       |
| 48º               | Juan Francisco Pacheco                        | 1652 - 1653       | Nomeado bispo de Cuenca                |
| 47º               | Pedro Tapia, O.P.                             | 1649 - 1652       | Nomeado arcebispo de Sevilha           |
| 46º               | Domingo Pimentel Zúñiga, O.P.                 | 1633 - 1649       | Nomeado arcebispo de Sevilha           |
| 45º               | Jerónimo Ruiz Camargo                         | 1632 - 1633       | Faleceu no cargo                       |
| 44º               | Cristóbal de Lobera y Torres                  | 1625 - 1630       | Nomeado bispo de Plasencia             |
| 43º               | Diego Mardones                                | 1607 - 1624       | Faleceu no cargo                       |
| 42º               | Pablo Laguna                                  | 1603 - 1606       | Faleceu no cargo                       |
| 41º               | Francisco Reinoso Baeza                       | 1597 - 1601       | Faleceu no cargo                       |
| 40º               | Pedro Portocarrero                            | 1594 - 1597       | Nomeado bispo de Cuenca                |
| 39º               | Fernando de la Vega Fonseca                   | 1591 - 1591       | Faleceu no cargo                       |
| 38º               | Francisco Pacheco de Córdoba                  | 1587 - 1590       | Faleceu no cargo                       |
| 37º               | Antonio Rodríguez de Pazos y Figueroa         | 1582 - 1586       | Faleceu no cargo                       |
| 36º               | Martín de Córdoba Mendoza, O.P.               | 1578 - 1581       | Faleceu no cargo                       |
| 35º               | Bernardo de Fresneda, O.F.M.                  | 1571 - 1577       | Nomeado arcebispo de Saragoça          |
| 34º               | Cristóbal Rojas Sandoval                      | 1562 - 1571       | Nomeado arcebispo de Sevilha           |
| 33º               | Diego Alava Esquivel                          | 1558 - 1562       | Faleceu no cargo                       |
| 32º               | Leopoldo de Austria                           | 1541 - 1557       | Faleceu no cargo                       |
| 31º               | Pedro Fernández Manrique                      | 1537 - 1540       | Faleceu no cargo                       |
| 30º               | Juan Álvarez de Toledo, O.P.                  | 1523 - 1537       | Nomeado bispo de Burgos                |
| 29º               | Alfonso Manrique de Lara y Solís              | 1516 - 1523       | Nomeado arcebispo de Sevilha           |
| 28º               | Martín Fernández de Angulo Saavedra y Luna    | 1510 - 1516       | Faleceu no cargo                       |
| 27º               | Juan Rodríguez Daza                           | 1504 - 1510       | Faleceu no cargo                       |
| 26º               | Juan Rodríguez de Fonseca                     | 1499 - 1504       | Nomeado bispo de Palência              |
| 25º               | Francisco Sánchez de la Fuente                | 1496 - 1498       | Faleceu no cargo                       |
| 24º               | Iñigo Manrique de Lara                        | 1485 - 1496       | Faleceu no cargo                       |
| 23º               | Luis Velasco                                  | 1484 - 1485       | Faleceu no cargo                       |
| 22º               | Tellez de Buendia                             | 1483 - 1484       | Faleceu no cargo                       |
| 21º               | Alfonso de Burgos, O.P.                       | 1477 - 1482       | Nomeado bispo de Cuenca                |
| 20º               | Pedro de Cordoba y Solier                     | 1465 - 1476       | Faleceu no cargo                       |
| 19º               | Gonzalo de Illescas, O.S.H.                   | 1454 - 1465       | Faleceu no cargo                       |
| 18º               | Sancho de Rojas                               | 1440 - 1454       | Faleceu no cargo                       |
| 17º               | Gonzalo Venegas                               | 1427 - 1439       | Faleceu no cargo                       |
| 16º               | Fernando González Deza                        | 1398 - 1425       | Faleceu no cargo                       |
| 15º               | Garsias Menéndez, O.F.M.                      | 1378 - 1393       | Nomeado bispo de Bayonne               |
| 14º               | Alfonso de Vargas                             | 1372 - 1379       | Faleceu no cargo                       |
| 13º               | Andrés Perez Navarro                          | 1363 - 1372       | Faleceu no cargo                       |
| 12º               | Martín Jiménez Argote                         | 1350 - 1362       | Faleceu no cargo                       |
| 11º               | Fernando Núñez de Cabrera                     | 1346 - 1350       | Faleceu no cargo                       |
| 10º               | Juan Pérez                                    | 1336 - 1346       | Faleceu no cargo                       |
| 9º                | Gutierre Ruiz de Mesa                         | 1326 - 1336       | Faleceu no cargo                       |
| 8º                | Fernando Gutiérrez                            | 1300 - 1326       | Nomeado bispo de Cuenca                |
| 7º                | Gil Domínguez                                 | 1294 - 1299       | Faleceu no cargo                       |
| 6º                | Pascual                                       | 1274 - 1292       | Faleceu no cargo                       |
| 5º                | Fernando de Mesa                              | 1257 - 1274       | Faleceu no cargo                       |
| 4º                | Lope Pérez                                    | 1252 - 1257       | Renunciou                              |
| 3º                | Pedro Yáñez                                   | 1249 - 1251       | Nomeado bispo de Oviedo                |
| 2º                | Gutierrez Ruiz Doclea                         | 1246 - 1249       | Nomeado arcebispo de Toledo            |
| 1º                | Lope Fitero                                   | 1237 - 1245       | Faleceu no cargo                       |